# SMS S 144
S 144 – niemiecki niszczyciel z okresu I wojny światowej. Siódma jednostka typu S 138. Okręt wyposażony w cztery kotły parowe opalane węglem. Po pierwszej wojnie światowej pod banderą Reichsmarine. 10 kwietnia 1929 roku sprzedany stoczni złomowej.